# Тінгсрюд
Тінгсрюд (швед. Tingsryd) — містечко (tätort, міське поселення) у південній Швеції в лені Крунуберг. Адміністративний центр комуни Тінгсрюд.

## Географія
Містечко знаходиться у південно-східній частині лена Крунуберг за 461 км на південний захід від Стокгольма.

## Історія
У 1921 році Тінгсрюд отримав статус чепінга.

## Герб міста
Герб було розроблено торговельного містечка (чепінга) Тінгсрюд як золоту п’ятипроменеву зірку з такими ж кулями поміж променями у червоному полі. Використовувався від 1963 по 1970 роки.
Зірка з кулями походить з емблеми, яку використовували на ливарному підприємстві Стенфорс для маркування заліза в XVII столітті.
Після адміністративно-територіальної реформи, проведеної в Швеції на початку 1970-х років, муніципальні герби стали використовуватися лишень комунами. Цей герб з доповненням золотим бордюром був 1971 року перебраний для нової комуни Тінгсрюд.

## Населення
Населення становить 3 166 мешканців (2018).

## Спорт
У поселенні базується футбольний клуб «Тінгсрид Юнайтед» та хокейний Тінгсридс АІФ.

## Галерея

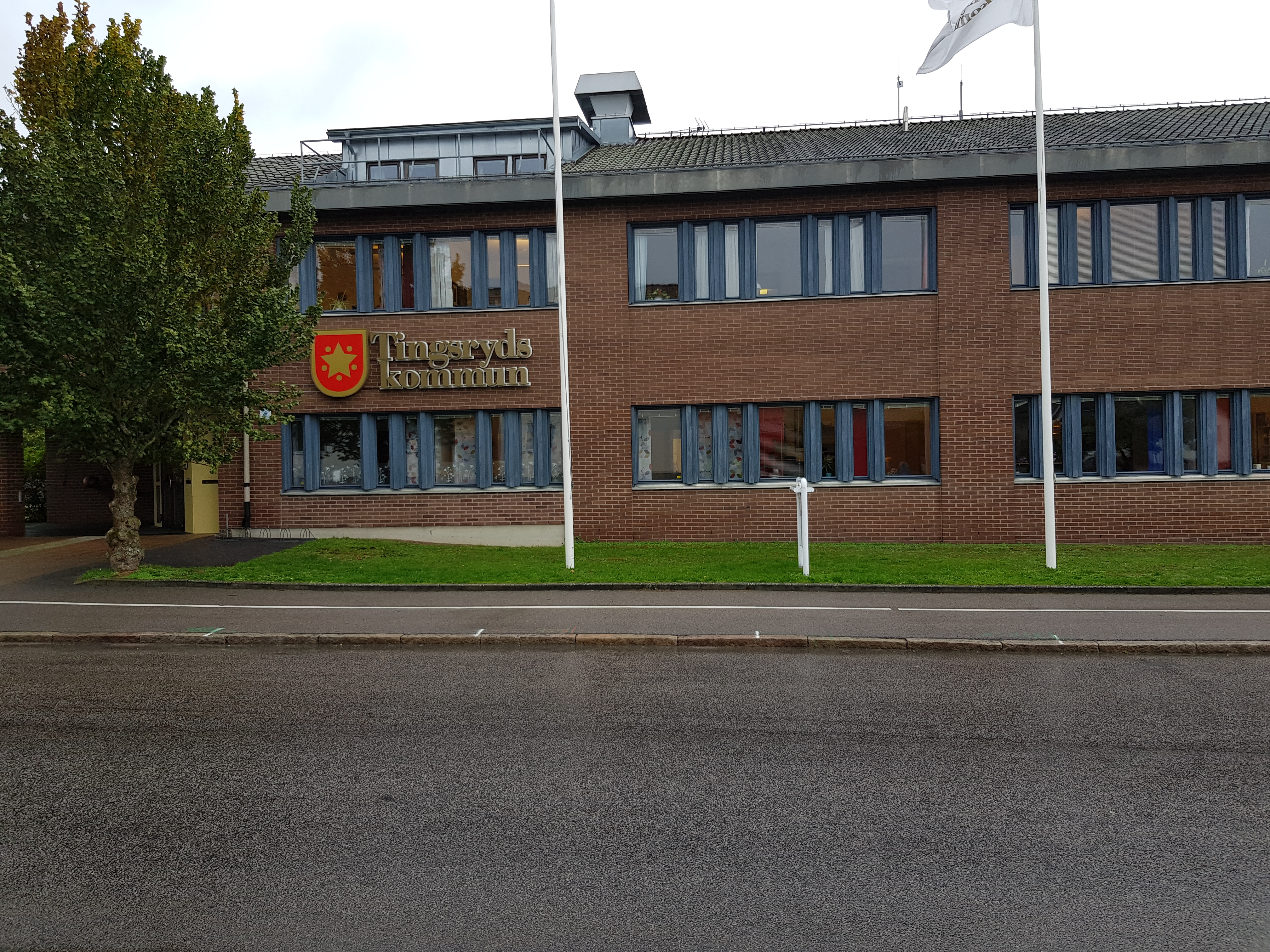
Управа комуни
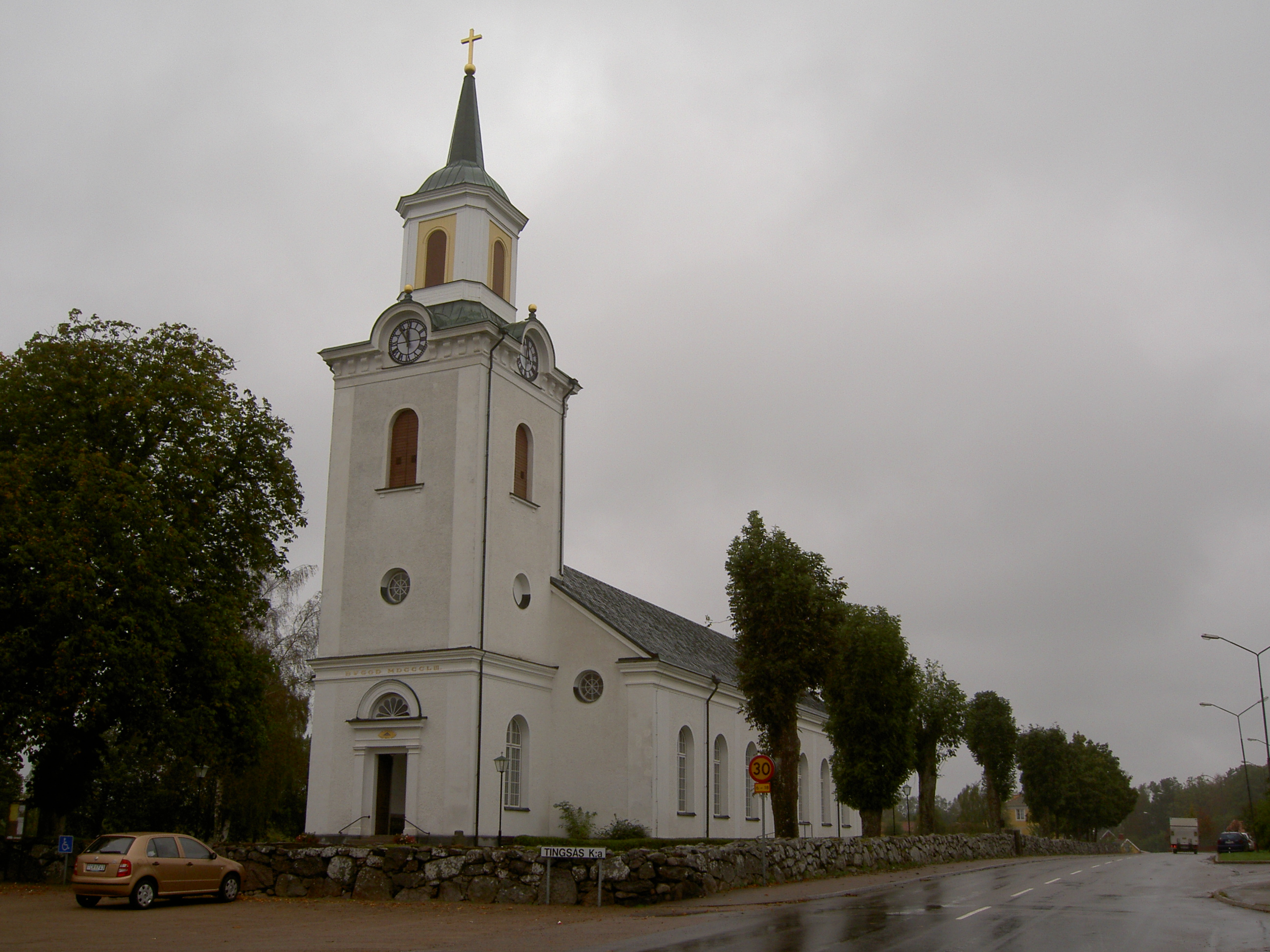
Церква
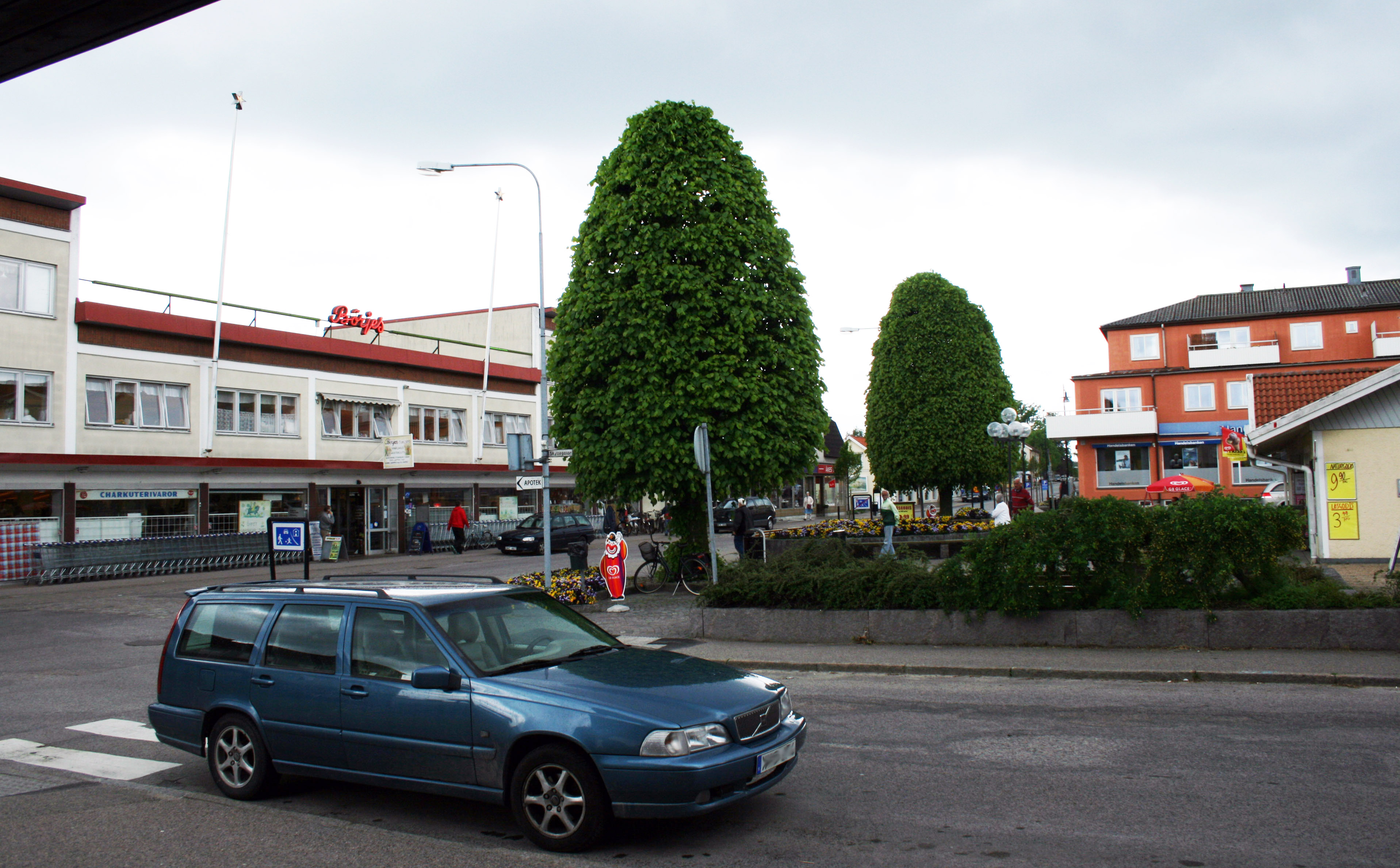
У центрі міста

## Покликання
- Сайт комуни Тінгсрид